# I Wanna Go
„I Wanna Go“ (ср. Желим да одем) је песма америчке певачице Бритни Спирс. Издата је 13. јуна 2011. године, као трећи сингл са албума „Femme Fatale“. Песма је извођена на The Femme Fatale Tour–неји.